# Mosaico della navicella

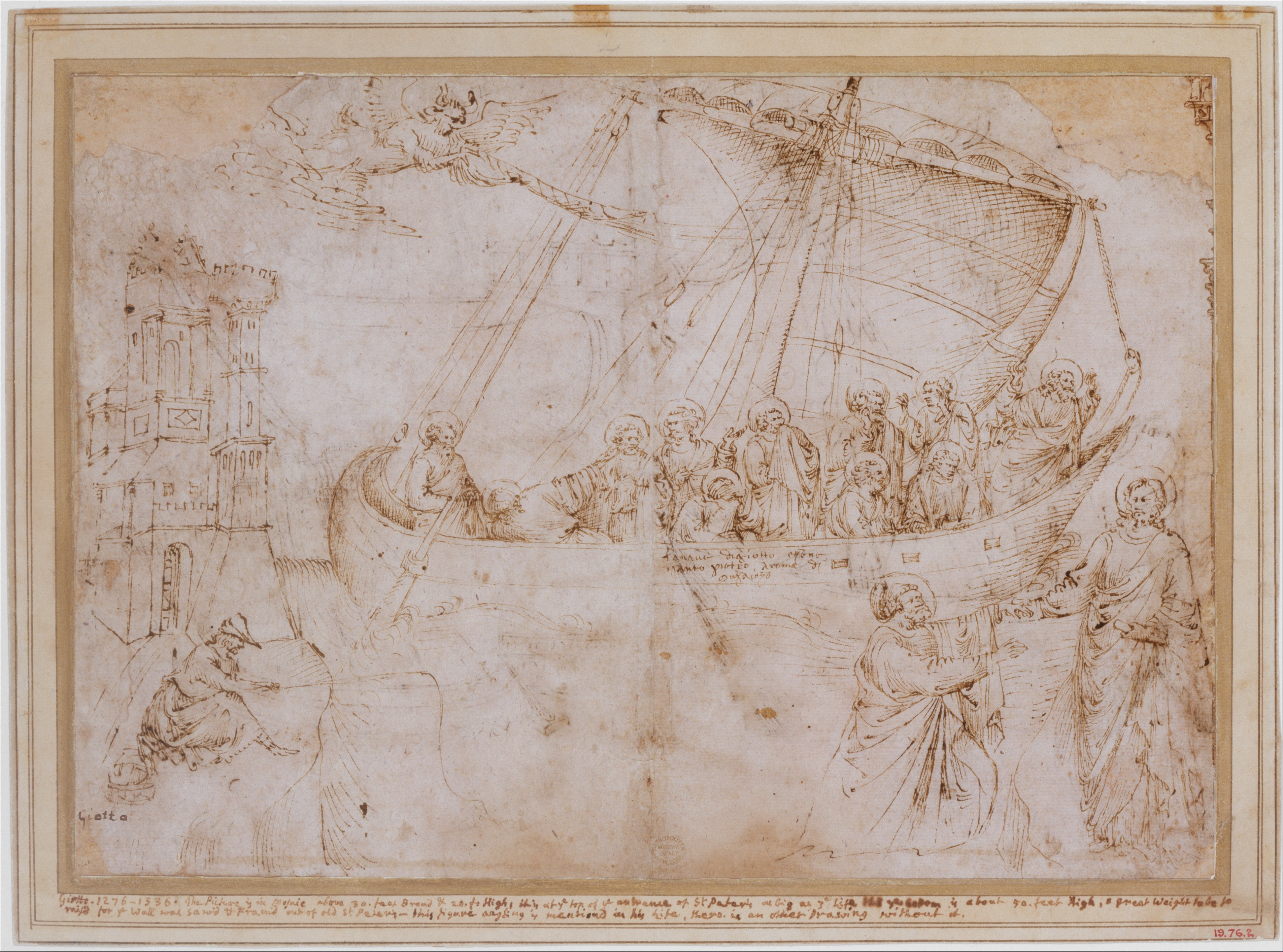
Disegno della Navicella di Giotto di Parri Spinelli, Metropolitan Museum of Art (New York)

La Navicella è un mosaico frammentario (circa 740x900 cm) realizzato su disegno di Giotto nel 1305-1313 circa e un tempo affisso sulla facciata antistante il quadriportico dell'antica basilica di San Pietro in Vaticano. Oggi i resti si trovano nell'atrio della basilica di San Pietro. Due tondi con angeli, del diametro di 65 cm ciascuno, provenienti forse dalla cornice della Navicella, si trovano oggi rispettivamente nella chiesa di San Pietro Ispano a Boville Ernica in provincia di Frosinone e nel Museo del tesoro di San Pietro di Roma.

## Storia
Il necrologio del cardinale Jacopo Stefaneschi (1343) e i Commentari di Lorenzo Ghiberti sono le fonti più antiche che attestano l'impresa di Giotto per la decorazione di San Pietro. Altre basiliche romane avevano ampi mosaici in facciata, ma nessuna raggiungeva l'imponenza e la maestosità della basilica vaticana, si per le dimensioni del mosaico a fondo oro, sia per la forma squadrata anziché, come usuale, a spioventi. Fu probabilmente lo stesso Stefaneschi, committente anche del Polittico per l'altare maggiore e dei perduti affreschi nella tribuna, a commissionare il mosaico, in un periodo anteriore al 1313 quando, in piena cattività avignonese, era preposto alla cura della basilica vaticana.
Grazie all'interessamento di monsignor Simoncelli, segretario del papa Paolo V Borghese, si cercò, durante la demolizione della basilica, di salvare a massello più frammenti possibili, che vennero ricomposti in una lunetta nell'atrio della nuova basilica, con ampi reintegri (1674). Ne restano alcune copie a disegno (di Parri Spinelli, di Pisanello) e alcune derivazioni in opere successive.
Per quanto riguarda i due tondi d'angelo, quello di Boville Ernica, terra di origine di monsignor Simoncelli, era accompagnato da un'iscrizione seicentesca che ne ricordava l'antica provenienza (Hec angeli imago erat in historia Naviculae s. Petri quan in atrio veteris Vaticanae Basilicae Ioctus pictor egregius...), mentre l'altro venne rinvenuto nel 1911 sotto una copia del 1728 e presso un'epigrafe che lo ricordava come opera di Giotto. 
Tra gli studiosi che maggiormente si occuparono della sua datazione e cronologia si ricordano L. Venturi (1922), Vitzthum (1929), Koerte (1938 e 1941) e Paesler (1941).

## Descrizione
La scena mostra Cristo che salva gli apostoli dai flutti, con a destra la visione di una città in riva al mare e un pescatore e a sinistra, in primo piano, Cristo che salva san Pietro, un evidente riferimento al papato e alla sua derivazione da Cristo. 
Il mosaico originale doveva essere a fondo oro, completamente nascosto dalle ridipinture e rifacimenti dei secoli successivi. 

## Galleria d'immagini

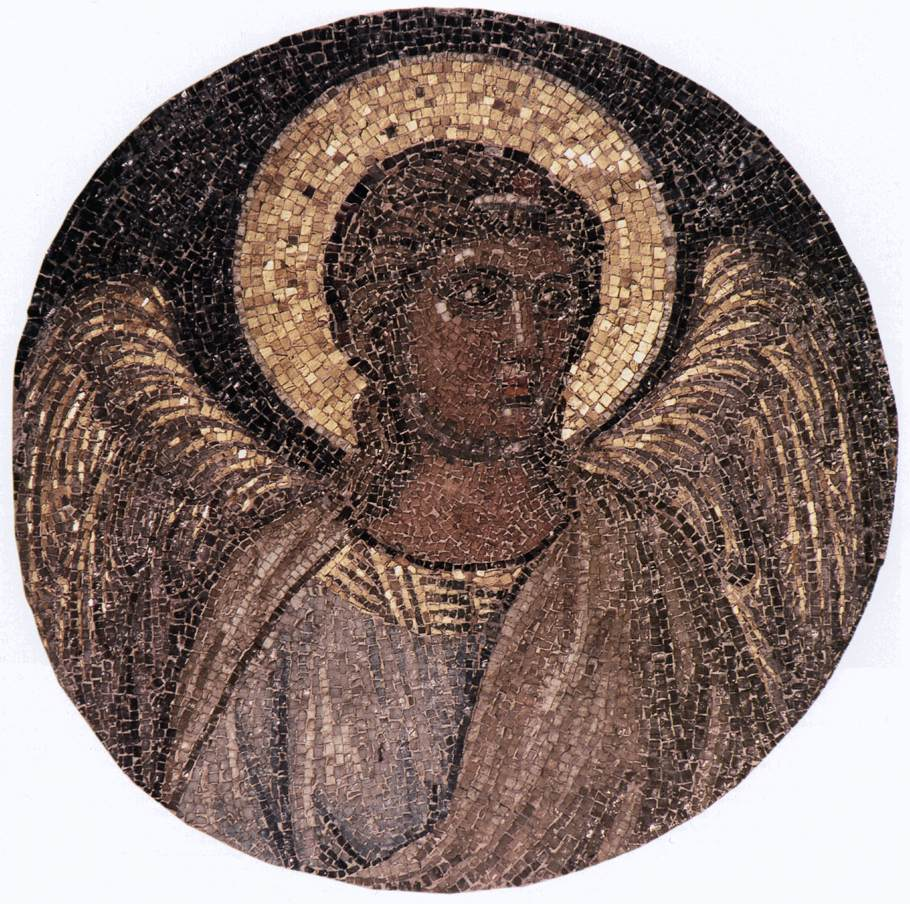
L'angelo di Boville Ernica
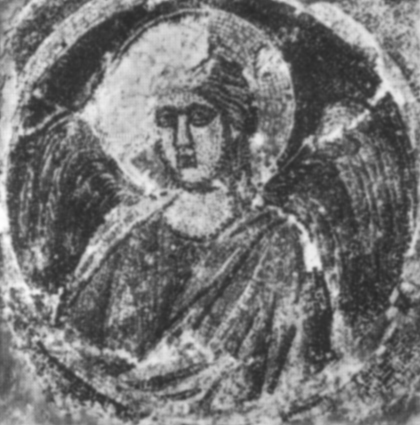
L'angelo del Museo del tesoro di San Pietro